# Ordine al merito del lavoro
L'ordine al merito del lavoro è un'onorificenza italiana istituita sotto il regno di Vittorio Emanuele III e, successivamente, ereditata dal nuovo ordinamento repubblicano.
È destinato ai cittadini (successivamente nel 1923 ristretto ai soli imprenditori) italiani, anche residenti all'estero, «che si siano resi singolarmente benemeriti», segnalandosi «nell'agricoltura, nell'industria, nel commercio, nell'artigianato, nell'attività creditizia e assicurativa».
Il presidente della Repubblica è a capo dell'Ordine, retto da un apposito consiglio presieduto dal ministro delle imprese e del made in Italy.

## Storia
L'onorificenza deriva dal Regio decreto del 1898, con il quale il re Umberto I di Savoia istituì una «Decorazione del merito agrario ed industriale» per gli imprenditori agricoli e industriali e una "medaglia d'onore" per i loro dipendenti.
L'«Ordine cavalleresco al merito agrario, industriale e commerciale» nasce con il successivo Regio decreto del 1901, per volere del re Vittorio Emanuele III, su proposta del Presidente del Consiglio Giuseppe Zanardelli, nella sua qualità di ministro ad interim per l'Agricoltura, l'Industria e il Commercio. L'onorificenza poteva essere conferita anche ai dipendenti operai (art. 2, c. d).
La costituzione dell'ordine fu aggiornata nel 1911 senza variarne sostanzialmente l'impostazione e nel 1921 mutandone ufficialmente la denominazione in «Ordine al merito del lavoro».
A dicembre 1923 l'accesso all'ordine fu ristretto ai soli imprenditori e contemporaneamente fu istituita per i lavoratori la «Stella al merito del lavoro».
L'articolo 1 della legge 27 marzo 1952, n. 199 conferma la non abrogazione dell'Ordine, in deroga a quanto stabilito per gli altri Ordini del Regno d'Italia, esordendo con la frase «L'ordine cavalleresco "al merito del lavoro", istituito con regio decreto 9 maggio 1901,  n. 168 […]».
L'ordine viene riordinato nel 1952 e nel 1986 in senso maggiormente restrittivo.

## Le onorificenze
Il ministro dell'industria, del commercio e dell'artigianato, eventualmente di concerto con il collega delle risorse agricole, sceglie, ogni anno, 40 candidati da proporre al presidente della Repubblica.
Fra questi vengono selezionati venticinque imprenditori, ai quali è conferito, il 2 giugno, l'unico titolo previsto dall'Ordine:
|                      |
| Nastro               |
| Cavaliere del Lavoro |

### Requisiti
I requisiti per ottenere le decorazioni sono:
- aver tenuto una specchiata condotta civile e sociale;
- aver operato nel settore per il quale la decorazione è proposta in via continuativa e per almeno vent'anni con autonoma responsabilità;
- aver adempiuto agli obblighi tributari ed aver soddisfatto ogni obbligo previdenziale e assistenziale a favore dei lavoratori;
- non aver svolto né in Italia, né all'estero attività economiche e commerciali lesive dell'economia nazionale.

Sono destinate esclusivamente a soggetti con cittadinanza italiana, anche se residenti all'estero.
Incorre nella perdita delle onorificenze l'insignito che se ne renda indegno.

### Le decorazioni
La decorazione per il titolo di cavaliere consiste in:
L'attuale emblema della Repubblica ha sostituito le lettere sovrapposte "VE", che in epoca monarchica rappresentavano la sigla del re Vittorio Emanuele, sovrano fondatore dell'ordine.
La croce si appende sul lato sinistro del petto, sorretta da un nastro listato di una banda color rosso fra due bande verdi. Il nastro può essere portato senza la decorazione.

## Insigniti

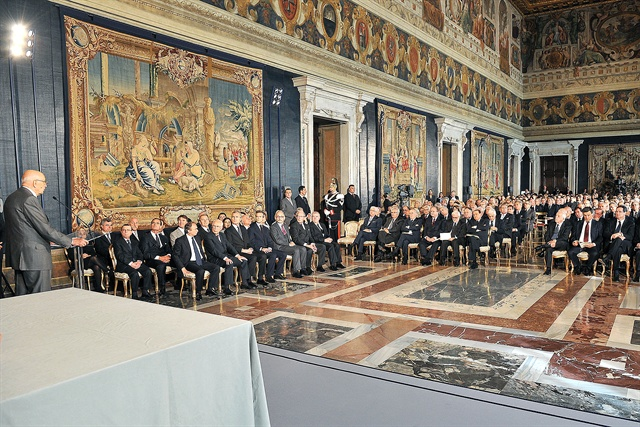
Palazzo del Quirinale, Roma, Consegna delle onorificenze a dei nuovi Cavalieri del lavoro (2010).

Per mantenere alto il prestigio dell'Ordine, inizialmente fu stabilito che le nomine non dovessero superare il numero di 80 per ogni anno.
In occasione della prima nomina del 6 marzo 1902 i cavalieri furono solamente sei: Vincenzo Boero, Emiddio Mele, Pietro Milesi, Anselmo Oldrini, Giuseppe Savattiere e Antonio Tosi.

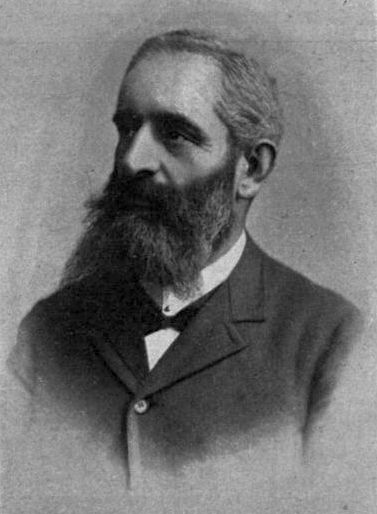
Vincenzo Boero
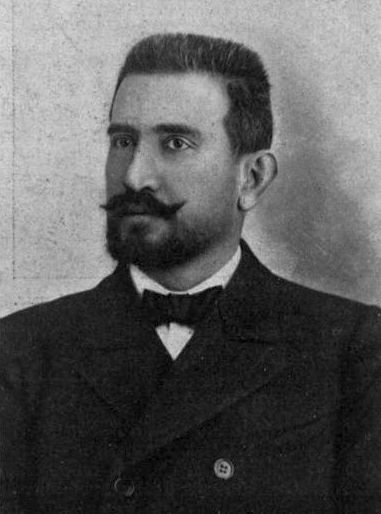
Emiddio Mele
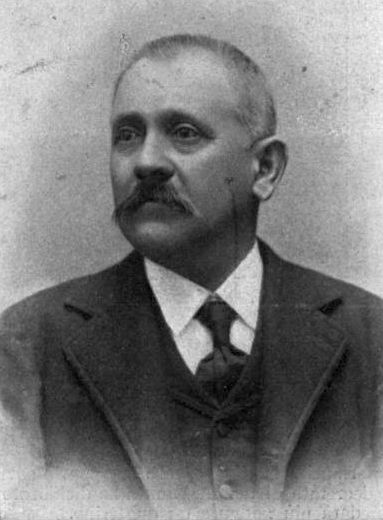
Anselmo Oldrini
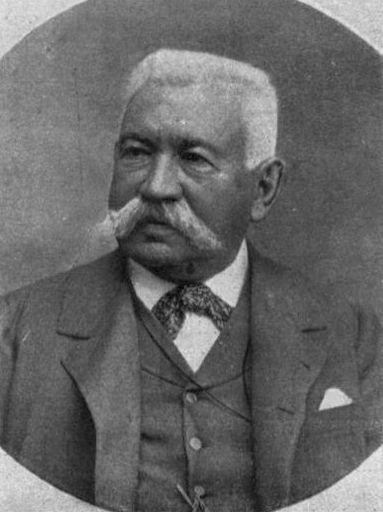
Giuseppe Savattiere
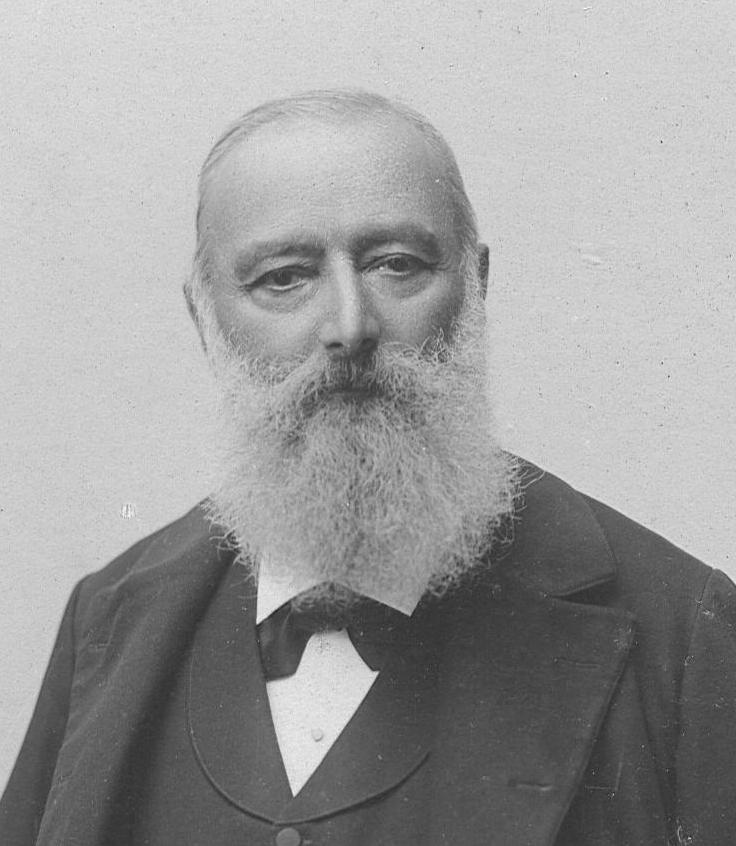
Antonio Tosi

Nel corso del 1902 in totale gli insigniti furono 104. Dal 1901 al maggio 2022 si hanno 2 946 nominativi.

## Legislazione
La decorazione è stata oggetto di numerosi interventi normativi che vengono di seguito elencati. Nell'elenco non sono compresi i decreti di conferimento della decorazione.
Legislazione del Regno
- Regio decreto 9 maggio 1901, n. 168[3]
- Regio decreto 15 ottobre 1911, n. 1205[4]
- Regio decreto 20 marzo 1921, n. 350[5]
- Regio decreto 30 dicembre 1923, n. 3031[6]
- Regio decreto 17 marzo 1927, n. 509[17]
- Regio decreto 29 dicembre 1927, n. 2644[18]
- Regio decreto 22 febbraio 1930, n. 136[19]
- Regio decreto 19 aprile 1934, n. 765[20]

Legislazione della Repubblica
- Legge 27 marzo 1952, n. 199[8]
- Legge 15 novembre 1952, n. 1793[21]
- Legge 12 ottobre 1964, n. 1080[22]
- Decreto ministeriale 28 febbraio 1980[23]
- Legge 15 maggio 1986, n. 194[24]